# Nora Aslan
Nora Aslan (Buenos Aires, 19 de diciembre de 1937) es una artista visual y fotógrafa argentina. 

## Trayectoria
Nora nació en Buenos Aires y se formó como arquitecta en la Universidad de Buenos Aires.
Es conocida por su trabajo de fotografías, collage e instalaciones. En los años 80 trabajo dentro del campo del arte textil, produciendo su obra en series. Una de estas series llamada Alfombras, se exhibieron en el Centro Cultural Recoleta, en el Museo Nacional de Bellas Artes, ha participado de bienales en diferentes ciudades del mundo.
Ha sido galardonada con el XIV Premio Federico Klemm, y también con el Premio Saint Felicien otorgado en el Museo Nacional de Bellas Artes, el Premio Novartis, el Premio Costantini, el Premio Universidad de Palermo, el Concurso de la Fundación Mayorazgo, el Premio Agfa y galardonada con el Premio Konex en Artes Visuales, arte textil en 1992 y tapices en 1982 por la Fundación Konex., el Primer Premio América 92 en el CAYC, el Prmier Premio del Salón Municipal de Tapices y el 1° Premio del Salón Nacional de Tapices de Buenos Aires.